# Thomas Hampson
Thomas Hampson (Elkhart, Indiana, 1955. június 28. – ) amerikai operaénekes, bariton.

## Élete, munkássága
1955-ben, az Indiana állambeli Elkhartban született, de a washingtoni Spokane-ben nőtt fel. Apja vegyészmérnök, anyja énektanár, majd orvosi recepciós volt. Gyermekként két nővérével együtt templomban énekelt, zongorán és tubán is tanult játszani. A főiskoláig egyházi iskolákba járt (szülei adventisták voltak). 1977-ben az Eastern Washington State College-ben (ma Kelet-washingtoni Egyetem) politikatudományi szakon szerzett diplomát, de ezzel párhuzamosan a Fort Wright College-ben éneket is tanult az elismert énektanárnál, Marietta Coyle nővérnél, egy katolikus apácánál. 1979-ben végzett. Tanult még a Southern California Egyetemen és a Santa Barbara-i Music Academy of the Westen is, ahol 1978-ban elnyerte a Lotte Lehmann-díjat. 1980-ban második díjas lett a 's Hertogenbosch-i Nemzetközi Énekversenyen, 1981-ben pedig első helyezést ért el a Metropolitan Opera National Council Auditions-on. 1980-ban részt vett a San Franciscó-i Opera fiatal művészeknek szóló Merola programjába, ahol hallotta őt Elisabeth Schwarzkopf, aki meghívta Európába, hogy tanuljon nála.
1981-ben egy meghallgatás után a düsseldorfi Deutsche Oper am Rhein-nel kötött szerződést, és az ott töltött három év alatt több kisebb szerepet kapott. 1982-ben a St. Louis-i Operaház Così fan tutte előadásában Guglielmo szerepében figyeltek fel rá. 1984-ben a Zürichi Opera tagja lett, ahol már komolyabb szerepeket kapott, fellépett Hamburgban, Kölnben, Bécsben, és bemutatkozott Londonban is a Wigmore Hallban adott koncertjén. 1986-ban debütált a Metropolitan Operában, Almaviva szerepét énekelte a Figaro házasságában. Ettől kezdve már az opera legnagyobb csillagai között emlegették, az egyik legelismertebb és legkeresettebb énekes szólistává vált. Azóta a világ nagy operaházainak és koncerthelyszíneinek szívesen látott vendége.
Szerepei az operai repertoár széles skáláját ölelik fel Rossinitől Verdiig és Pucciniig, Monteverditől Brittenig és Henzéig. Legkiválóbb alakításai között szerepel a Tell Vilmos Bécsben, az Anyegin Bécsben és Párizsban, a Thomas Hamletje Monte-Carlóban és San Franciscóban), Massenet Wertherjének ritkán hallható bariton változata New Yorkban, Germont a Traviatában és Wagner Tannhäuserje Zürichben, Posa márki a Don Carlos eredeti francia változatában Párizsban, Londonban és Edinburgh-ban), Busoni Doktor Faustja Salzburgban és Szymanowski Roger királya Birminghamben és mások. Diszkográfiája több mint 80 szerepből áll, és több mint 170 albumot tartalmaz, Grammy-, Edison- és Gramophone-díjakkal, Grand Prix du Disque-kel és más elismerésekkel.
Az operai szerepein túl elkötelezett koncerténekes is, a klasszikustól a népdalokig. Csak a legutóbbi időben Britten Háborús rekviemjében énekelt a Philippe Jordan vezényelte Bécsi Szimfonikusok élén (az első világháború befejezésének 100. évfordulója alkalmából), az Izraeli Filharmonikus Zenekarral Vaszilij Petrenko vezényletével Hugo Wolf, Aaron Copland és mások műveit énekelte, azután a Chicagói Szimfonikus Zenekarral és Bramwell Tovey karmesterrel Old American Songs című Copland-műsora következett, majd a Bécsi Virtuózokkal kamarazenei koncerten énekelt Dvořák- és Mahler-dalokat a bécsi Musikvereinben. 1996-ban kezdett érdeklődni az amerikai dalok iránt, ennek az eredménye volt a Voices from the Heart és az I Hear America Singing programja. Nagyszabású projektje volt a 2018/2019-es évadban Song of America: Beyond Liberty című egyszemélyes műsora. A dalok iránti elkötelezettségét – zenetudósi szinten – a repertoár elmélyült kutatásával is bizonyította. A klasszikus dalokhoz kapcsolódik Hampsong Foundation elnevezésű alapítványa, amelynek egyik célja a zeneoktatás és a zenekultúra népszerűsítése.
Elismerései gazdag sorában többek között megkapta 1993-ban a Classical Music Awards Az év férfi énekese elismerést, 1994-ben a Cannes Classical Awards Az év férfi énekese címet, 1994-ben és 1997-ben a német zenekritikusok Echo Preis díját. 2009-ben elnyerte a washingtoni Atlantic Council Distinguished Artistic Leadership díját, és a New York-i Filharmonikusok első rezidens művészévé nevezték ki. 2010-ben a Kongresszusi Könyvtár Élő legenda díjjal tüntette ki, megkapta a Hugo Wolf-érmet a Nemzetközi Hugo Wolf Akadémiától (régi zongorakísérőjével, Wolfram Rieger együtt) és Concertgebouw-díjat is kapott, 2019-ben elnyerte a Heidelberger Frühling Zenei díjat. Tiszteletbeli professzora a Heidelbergi Egyetem Filozófiai Karának. A Manhattan School of Music, a New England Conservatory, a Whitworth College és a San Francisco-i Konzervatórium tiszteletbeli doktora, valamint a londoni Királyi Zeneakadémia tiszteletbeli tagja, a bécsi Kammersänger kitüntetés birtokosa.
Húszévesen feleségül vette gyülekezetének egyik tagját, akitől egy lánya született, Meghan. A házasság 1986-ban válással végződött. Ebben az időben felhagyott vallásos életvitelével egy ökumenikusabb lelkiség kedvéért, érdeklődni kezdett más világnézetek iránt, Jungtól a zenig. Hampson 1986-ban ismerte meg második feleségét, a háromgyerekes osztrák Andrea Herberstein grófnőt, aki akkor az ausztriai Styriarte Nyári Fesztivál igazgatója volt. A hölgy a kastélyát, illetve annak parkját turisztikai állatparkká alakította át, és az ezzel kapcsolatos gazdálkodási problémák miatt 2008-ban elítélték. Ezt követően az osztrák hatóságok Hampson adóügyeit is vizsgálni kezdték, amit az énekes sérelmezett, és ezért 2010-ben elhagyták Ausztriát, Zürichben van az otthonuk.

## Felvételei
Az AllMusic és a Discogs nyilvántartása alapján.
| Megjelenés | Tartalom                                                         | Közreműködők | Kiadó               |
| ---------- | ---------------------------------------------------------------- | --- | ------------------- |
| 1986       | Mahler: Symphonie No. 6; Kindertotenlieder                       | Wiener Philharmoniker, Leonard Bernstein | Deutsche Grammophon |
| 1988       | Mendelssohn: Paulus                                              | Rachel Yakar, Brigitte Balleys, Markus Schäfer, Choeur & Orchestre Gulbenkian De Lisbonne, Michel CorbozYakar, Balleys, Schäfer, Choeur & Orchestre Gulbenkian de Lisbonne, Michel Corboz | Libretto            |
| 1990       | Händel: Apollo e Dafne; Telemann: Ino                            | Roberta Alexander, Concentus Musicus Wien, Nikolaus Harnoncourt | Teldec              |
| 1991       | Mozart: Don Giovanni                                             | Edita Gruberová, Roberta Alexander, Hans Peter Blochwitz, Polgár László, Royal Concertgebouw Orchestra, Nikolaus Harnoncourt                                                              | Teldec              |
| 1993       | Rossini: Il Barbiere di Siviglia                                 | Susanne Mentzer, Jerry Hadley, Bruno Praticó, Samuel Ramey, Orchestra della Toascana, Gianluigi Gelmetti                                                                                  | EMI                 |
| 1994       | Thomas Hampson Sings Schumann & Beethoven (& etc.)               | Geoffrey Parsons | EMI                 |
| 1997       | Mahler: KindertotenLieder; Rückert-Lieder; Der Einsame im Herbst | Wolfram Rieger | EMI                 |
| 1999       | No Tenors Allowed – Hampson & Ramey                              | Samuel Ramey | Teldec              |
| 2005       | Bernstein: On the Town                                           | Frederica Von Stade, Samuel Ramey, Cleo Laine, London Symphony Orchestra, Michael Tilson Thomas                                                                                           | Deutsche Grammophon |
| 2006       | I Hear America Singing                                           | Wolfram Rieger, Martin Martineau | Orfeo               |
| 2006       | Wagner: Götterdämmerung                                          | Siegfried Jerusalem, Marton Éva, Theo Adam, John Tomlinson, Eva-Maria Bundschuh Bavarian Radio Symphony Orchestra, Bernard Haitink                                                        | EMI                 |
| 2007       | Walton: Symphony No. 1; Belshazzar’s Feast                       | City of Birmingham Symphony Orchestra, Simon Rattle | Warner Classics     |
| 2010       | Mahler: Songs with Orchestra                                     | Susan Graham, San Francisco Symphony, Michael Tilson Thomas | SFS Media           |
| 2014       | Mozart: Le nozze di Figaro                                       | Ferruccio Furlanetto, Dawn Upshaw, Kiri Te Kanawa, Anne Sofie Von Otter, Tatiana Troyanos, The Metropolitan Opera House Orchestra & Chorus, James Levine                                  | Deutsche Grammophon |
| 2017       | Serenade                                                         | Maciej Pikulski | Pentatone           |
| 2018       | Songs from Chicago                                               | Kuang-Hao Huang | Cedille Records     |
| 2020       | Tarik O'Regan: The Phoenix                                       | Luca Pisaroni, Houston Grand Opera, Patrick Summers | Pentatone           |